# قشلاق علی اکبرجعفر
قشلاق علی اکبرجعفر یک روستا در ایران است که در استان اردبیل واقع شده‌است.